# Le Pays des elfes
 (mars 2016).
- Si vous ne connaissez pas le sujet, laissez ce bandeau (vous pouvez alors contacter les auteurs).
- Si vous supprimez le contenu mis en cause (vous pouvez préalablement contacter les auteurs),

argumentez précisément cette suppression dans la page de discussion
(un manque de référence n'est pas un argument ; une recherche réelle de référence doit avoir été effectuée, être formellement documentée).
Pour les articles homonymes, voir Elfquest.
Le Pays des elfes (Elfquest) est une série de comics créée par Wendy et Richard Pini, auto-éditée par les auteurs et traduite en France aux éditions Vents d'Ouest. Les droits d'édition en français sont rachetés en 2016 par l'éditeur Snorgleux Comics qui reprend l'édition de la série dans son intégralité. 

## Historique de la publication
La première histoire d’Elfquest paraît en 1978 dans le comic book anthologique Fantasy Quarterly publié par IPS. Déçus par la piètre qualité de l’impression, Wendy et Richard Pini fondent leur propre maison d'édition, WaRP Graphics (en), pour poursuivre l’histoire. La série est une lecture pour tout public, du moins au début. Le graphisme est souple et axé vers la dynamique du mouvement et des expressions.  Le scénario mêle émotions, aventures où se croisent les méchants et les gentils, découverte d'un univers inconnu. Le lecteur est emporté aux côtés des héros dans la quête épique de leurs origines et de leurs pouvoirs.
Elfquest est traduite en français par Brigitte Hoffmann et Jean-Jacques Smadja, avec des lettrages et une maquette créés par Eric Langlois, publiée par Goupil éditeur (SEDLI - Hounoux) à partir de 1984 sous le titre Elfquest, la fantastique quête des Elfes. Quand Jacky Goupil devient directeur de collection chez Vents d'Ouest, il amène les droits de cette série ; à partir du tome 9 elle est rebaptisée Le Pays des elfes. Ainsi, la maquette et les lettrages changent et deviennent plus froids et moins heroic fantasy.
En 2016, Snorgleux Comics, un éditeur français, reprend les 20 premiers numéros de la série originelle américaine, regroupés en 5 tomes avec une nouvelle traduction de Nicolas Jean.

## Synopsis
Une tribu d’elfes est confrontée à l'agressivité des humains qui l'entourent. Au début nous connaissons les Maîtres Loups qui seront obligés de quitter leur forêt.
Nous allons suivre leurs aventures qui sont en même temps la quête de leur identité et de leurs origines.
En allant nous rencontrons les peuples comme les Trolls, les autres Elfes qui sont semblables mais aussi différents.
Les Maîtres Loups vivent dans la forêt communiquent à l'occasion par télépathie entre eux et ont un lien emphatique avec leur loup/monture.

### Les Rescapés du feu
Genèse de l'histoire, sur une terre arrive une cité depuis le ciel d'où sortent des êtres aux oreilles pointues et aux vêtures étranges. Les humains les chassent de ce paradis, il ne leur reste plus qu'à « s'échapper dans les bois… pour ne plus jamais y retourner ».
Le conflit se continue à l'époque actuelle entre le clan humain et le clan d'Elfes, cette confrontation ira jusqu'à enflammer la forêt pour chasser les Elfes. Ils n'auront que la montagne où se réfugier, mais elle est le repaire des Trolls (que Fine Lame appelle Hommes-Taupes).
Hélas, la duplicité des Trolls est telle qu'ils les livrent au soleil du désert.

### Attaque au pays sans larmes
Nos héros arrivent dans le désert hostile et chaud sans rien en connaître ; la mort les guette.
Mais ils découvrent d'autres Elfes, Le Peuple du Soleil et pour Fine-Lame la rencontre de la fascinante Leetha. Mais au sein de cette tribu il y a aussi Rayek et le personnage mystérieux du temple du soleil.

### Le Défi
La Mère de la Mémoire permet de connaitre d'autres aspects de la vie des Elfes, longévité, taille imposante, mémoire et d'autres pouvoirs. Rayek en montre un autre et pousse Fine-Lame dans un défi.

### Le Chant des loups
Après un temps de repos pour les corps, un temps de rencontre pour les Elfes. La litanie des ancêtres, Timmorn aux Yeux d'Or, Rahnée la Louve, Traqueur, Deux Lances, Foudrela Chasseresse, Pied Agile, Tanneur, Bon Arbre, Chasseur d'Homme et Griffe d'Ours, le père de Fine-Lame. Vieux Chêne, frère de Jolie Feuille chante les louanges de la chef de tribu disparue. Et l'on apprend la fin triste du couple de chefs sous la griffe du 'dragon' Furian, la bravoure de Fine-Lame qui venge ses parents et sauve la tribu. Leetha se sent touchée par cela, par Tam.

### La Voix du soleil
Les Maîtres des Loups et Le Peuple du Soleil se mélangent, se connaissent. C'est surtout le cas pour Fine-Lame et Leetha.

### Départ vers l’inconnu
Cinq années passent, Zénith et Braise sont les enfants de Fine-Lame et Leetha. Mais les Humains arrivent et Fine-Lame et Le Mage partent revoir les lieux de leur naissance.

### Prisonnier des Trolls
Les Elfes retournent vers leur ancien territoire y découvrent les Trolls comme plus techniciens, chassés de leurs grottes par une autre tribu et ... Nouvelle Lune, une épée qui cache une clef secrète.

### Les Mains de Nonna
Fine Lame est blessé, les Humains le recueillent, les mystères se dévoilent mais aussi s'épaississent car de nombreuses questions restent posées.

### La Pierre magique
Les Elfes et les Humains parviennent à dépasser les différences, les vieilles peurs et collaborent. Mais un oiseau géant plane, il fera le repas, tué par Flèche Vive.

### La Forêt interdite
En route vers la Montagne Bleue, la forêt recèle d'étranges secrets.

### La Montagne bleue
Dans le repaire des oiseaux maléfiques, de nouveaux Elfes, de nouveaux pouvoirs et aussi de nouveaux défis pour nos héros.

## Analyse

### Influences

#### Heroic fantasy
Il est possible de croiser l'influence de J. R. R. Tolkien dans cette œuvre. La guerre entre les Elfes et les Humains. 
Les Elfes qui viennent de loin et détiennent une forme de sagesse, souffrent de n'avoir pas d'enfants, vivent très longtemps.
Les Humains qui sont comme des enfants naïfs, impulsifs et parfois méchants, mais l'espoir de la Terre.[réf. nécessaire]
Double-Jeux, le Troll, qui est une image de Sauron forgeant sous la montagne des armes cachées. Les Trolls, créatures vertes et laides qui vivent dans le monde souterrain.

#### Épopée de Gilgamesh
Wendy et Richard Pini revendiquent aussi une filiation avec une quête comme celle de Gilgamesh. Les épreuves qui ponctuent la quête initiatique menée au cours d'un voyage.
Le compagnonnage du héros est semblable à celui de Gilgamesh/Enkidou.
Une forme de vie éternelle que cherche Gilgamesh comme celle que connait Fine-Lame car il sait que son peuple l'avait, lui et les siens l'auraient-ils perdu?
D'une certaine façon affronter ses dieux comme Gilgamesh car Fine-Lame va affronter les Anciens qu'il prend pour une forme de dieux, ceux qui habitent dans la cité qui descend des nuages.
Le long combat entre les forces de la lumière et de l'ombre.

#### Culture amérindienne
Cette utilisation de noms en relation avec les aptitudes et capacités de chacun (Grand Chêne, Bon Œil) la relation avec un animal totem (le loup, l'aigle) ; l'évolution avec le temps (de Grand-Chasseur à Vieux-Chasseur) nous guide dans l'univers des amérindiens.

### Le dessin
Le dessin en est « naïf » dans le style des comics avec des couleurs personnelles qui créent une ambiance nouvelle pour 1985. Les habits sont à la Conan avec des couleurs unies comme la tenue verte de Bon Œil, noire de Volonté de Fer, dominante bleue pour Le Mage. Les décors sont souvent monochrome pour donner une dominante (sombre pour une caverne, verte pour une forêt, rouge pour une forge en activité). Les encrages sont assez marqués pour souligner les muscles. C'est un univers graphique assez proche de celui d'un Gil Kane.
Mais la recherche du découpage dénote cette ambiance il est plus dans des arrondis comme la page 3 du tome 11 pour accentuer la souffrance. Mais aussi peut-être en nuage pages 3 à 7 du tome 1 pour souligner l'aspect éthéré du souvenir et de la descente depuis les nuages. Haché et anguleux pour souligner le suspense comme en page 5 et  du tome 10.
C'est un style personnel qui se veut le résultat d'une approche autodidacte.
En cas de position de force, le personnage est entouré de rouge, de jaune, de traits radians pour encore amplifier l'impression de puissance et de dominance.
	Le style est caricatural avec des couleurs tranchées et attribuées.
	La femme peut être en retrait les mains jointes, méditative et en retrait ou encore l'active à la Red Sonja.
	L'homme est valorisé par la force, l'action.
	Les enfants sont choyés mais assez rarement en place dans les planches.
	Le vêtement suit la promotion du héros, habits de peaux, puis noirs et de soies en suivant l'évolution de Fine-Lame.
	Pour l'être fruste la couleur est brune, les poils sont longs et dense sur le sexe, pas de parures, pas de bijoux, pas de tatouages mais évoluera si l'Humain veut-être montré plus civilisé où il est tel Rahan paré de son pagne, d'un collier de dents et dans une pose aérienne.
La position est toute au service de l'impression cherchée. 
	Penchée en arrière et repliée en cas de peur, le personnage est plus petit, plus bas, en recul dans l'image, il sera souple et dans un groupe joyeux avec un fond jaune en cas de joie.Le fond est souvent éludé pour renforcer encore les impressions au service des sentiments et de la narration. Il y a bien un prima du dessin sur le texte. L'ambiance, la sensation donne le premier sens à la narration.
Le premier niveau de compréhension est bien visuel, la découpe est évidente, les symboles marqués.
Cette présentation française (BD à couverture rigide) aura du mal à trouver, rapidement, son public.

### Thèmes abordés
La nature qui protège et nourrit. Les Maîtres Loups vivent en harmonie avec la forêt et les loups qui les portent. Le Peuple du Soleil qui a trouvé son équilibre dans sa vallée cachée malgré les menaces (chaleur, charge des Gurts), les Trolls dans leurs caves, les Grands Anciens dans les montagnes bleues avec les aigles géants, même Pétale-Ailé dans sa forêt. La nature a besoin d'être comprise, domptée apprise pour arriver à un équilibre (Pétale-Ailé est un danger dans le T10, puis une gêne T11 avant d'être un allié dans le même album en crachant sur commande).
Les rivalités : 
- avec la peur instillée par l'Humain.
- avec le monde souterrain, symbolisé par les Trolls, duplicité[20], laideur[21], avidité.
- avec la mémoire, les anciens étaient parés de beaucoup de qualités, ils vivaient longtemps, avaient une technologie très évoluée...
- avec les autres tribus qui chacune révèle des qualités nouvelles : agriculture et soleil, le vol, le soin, imposer sa volonté pour blesser ou soumettre, manipuler la roche par la volonté...

La terre est enrichie par une aide extérieure, les Efles viennent de l'espace.
La régénération grâce à la nouvelle génération : les Maîtres Loups triomphent de la peur liée aux Humains, de la bête Furian qui faisait régner la terreur et la mort. Ils vont aussi combattre les tares de leur espèce en combattant les volants dans les montagnes.
La quête de connaissance, les Maîtres Loups sont coupés de leurs racines et cherchent à les découvrir par cette quête fantastique.
Le compagnonnage, Le Mage et Fine-Lame font un groupe uni qui parvient à surmonter les épreuves par leur union (entre-aide, camaraderie, soutient). Le lien peut aussi être avec les animaux comme les Maîtres Loups et leur monture qui sont liés emphatiquement et de façon définitive.
L'amour sublimé par la Reconnaissance qui est la connaissance du moi secret par le nom caché.
La dureté engendrée par l'aigreur de n'avoir plus d'enfants, plus d'avenir qui est le trait de ceux des montagnes bleues.
Le groupe ou la création d'affinités est un des thèmes qui parcourt l'œuvre.
- En premier il y a la dualité, le couple fraternel entre le loup et son cavalier (Vieux Chasseur et Fine-Lame) mais aussi entre camarades de quête (Le Mage et Fine-Lame, mais aussi le couple comme Perle de Nuit et Lance Rouge. Mais encore le couple sublimé comme lors de la reconnaissance entre Fine-Lame et Leetha.
- Il y a aussi le groupe d'appartenance comme Les Maîtres Loups, la meute de loups.
- Et encore le groupe élargi comme celui de la forêt avec les Maîtres Loups et les Humains, puis les Maîtres Loups et le Peuples du Soleil, pour enfin s'élargir aux Premiers Elfes.

La compréhension du monde, de la psychologie, de soi vient avec l'avancement de la quête où il faut découvrir avec les Maîtres Loups la complexité du monde et des relations humaines. L'interaction de chacun avec son environnement. Il y a là des cercles concentriques qui permettent au fur et à mesure de comprendre et d'intégrer la complexité du monde qui les entour.

## Les personnages
Chaque personnage est un archétype avec lequel chacun peut se retrouver.

### Les Maîtres Loups
La tribu de base, la première approche de l'essence des elfes.
C'est à travers eux que nous saisissons ce qu'est le monde, ce que sont les Elfes.
Cette tribu est hiérarchisée et structuré, chacun a une place car chaque Elfes a une caractéristique qui le rend utile à la tribu.

### Le Peuple du Soleil
La deuxième tribu qui montre un autre aspect des Elfes, une autre évolution qui les rapproche des origines.
Elle est dans le désert et y prospère.

### Les Ancêtres Célestes
Ils sont les plus proches des Elfes anciens, ils sont les plus mystérieux et les plus complexes à comprendre. Nos héros doivent les amadouer pour parvenir à mieux approcher et comprendre la vérité sur leur origine. Défi et dépassement de soi mais aussi du destin de la tribu.

### Les Trolls
Ils sont présents dès le début. Ce sont des êtres qui paraissent frustes et laids. Ils vont se révéler traîtres, mais aussi avec des ressources insoupçonnées (des grenades soporifiques) et avec des rivalités entre tribus.

### Les tribus Humaines
Elles sont présentes dès les premières images, ce sont des êtres qui sont là comme faire-valoir, décor.
Ils seront tour à tour des ennemis qui attaquent les héros et ce depuis des générations. Mais aussi des créatures frustes qui sont proches de la bête. Deviendront des tribus qui peuvent être des opposants, des couples en danger que nos Elfes vont aider, soigner et sauver. Mais aussi des familles libres et protectrices qui soignent, dévoilent des aspects nouveaux du passé des Elfes.
Elles sont multiples et présente en tout.

## Albums

### Recueils en anglais
Donning Company
- Elfquest - Book One (1981)
- Elfquest - Book Two (1982)
- Elfquest - Book Three (1983)
- Elfquest - Book Four (1984)

WaRP Graphics
- ElfQuest - The Hidden Years (1992)
- ElfQuest - New Blood (1993)
- Fire and Flight (1993)
- The Forbidden Grove (1994)
- Captives of Blue Mountain (1994)
- Quest’s End (1994)
- Siege at Blue Mountain (1994)
- The Secret of Two-Edge (1994)
- The Cry From Beyond (1994)
- Kings of the Broken Wheel (1994)
- Rogue’s Challenge (1994)
- ElfQuest - Bedtime Stories (1994)

### Albums en français
La Quête originelle
1. Les Rescapés du feu (janvier 1984)
2. Attaque au pays sans larmes (janvier 1985)
3. Le Défi (juin 1985)
4. Le Chant des loups (juin 1985)
5. La Voix du soleil (mars 1987)
6. Départ vers l’inconnu (octobre 1987)
7. Prisonniers des trolls (octobre 1988)
8. Les Mains de Nonna (mai 1989)
9. La Pierre magique (août 1991)
10. La Forêt interdite (avril 1992)
11. La Montagne bleue (août 1992)
12. En quête d’un avenir (février 1993)
13. Le Secret des maîtres-loups (mai 1993)
14. L’Esprit noir (août 1993)
15. Voyage vers la mort (février 1994)
16. Les Revenants (mai 1994)
17. La Grande Bataille (septembre 1994)
18. Le Trésor (février 1995)
19. À l’assaut du trône (mai 1995)
20. L’Issue de la quête (septembre 1995)

Le Siège de la Montagne bleue
1. Les Fils de l’araignée noire (février 1996)
2. Les Captifs du mal (mai 1996)
3. Les Larmes de la montagne bleue (octobre 1996)
4. L’Attaque des humains (février 1997)
5. À la croisée des chemins (mai 1997)
6. Le Choc des esprits (septembre 1997)
7. Le pouvoir de l’œuf (janvier 1998)
8. La Fin d'un rêve (juin 1998)

Les Seigneurs de la roue brisée
1. L’Appel (septembre 1998)
2. Le Départ d'un ami (février 1999)
3. L’Éveil du palais (avril 1999)
4. Le Grand Départ (septembre 1999)

- Hors-série : La Légende (juin 1998)

intégrales
- La Quête originelle t. 1 à 5 (2017-2018)
- Le Siège de la Montagne bleue (2018)
- Les Seigneurs de la roue brisée (2019)

## Produits dérivés
Le jeu de rôle Elfquest est tiré de cet univers. Un film est en préparation depuis 2003.
Une novellisation comportant des illustrations en noir et blanc, ElfQuest: Journey to Sorrows End, a été publiéé par Playboy en novembre 1982.
Une websérie Elfquest: A Fan Imagining a été réalisée : premier épisode en avril 2011.

## Publication

### Périodiques
- Epic Magazine
- Dragon Magazine

### Éditeurs
- Goupil éditeur : tomes 1 à 4 (première édition des tomes 1 à 4)
- Vents d'Ouest : tomes 5 à 8 de La Fantastique Quête des elfes (première édition des tomes 5 à 8)
- Vents d'Ouest : tomes 1 à 4, 6 à 32 et hors-série du Pays des elfes (première édition des tomes 9 à 32 + HS)
- Snorgleux Comics : intégrales